# Blossom Seeley
Blossom Seeley (New Haven, 16 de julio de 1886, Nueva York, 17 de abril de 1974) fue una cantante, bailarina, y actriz estadounidense.

## Biografía

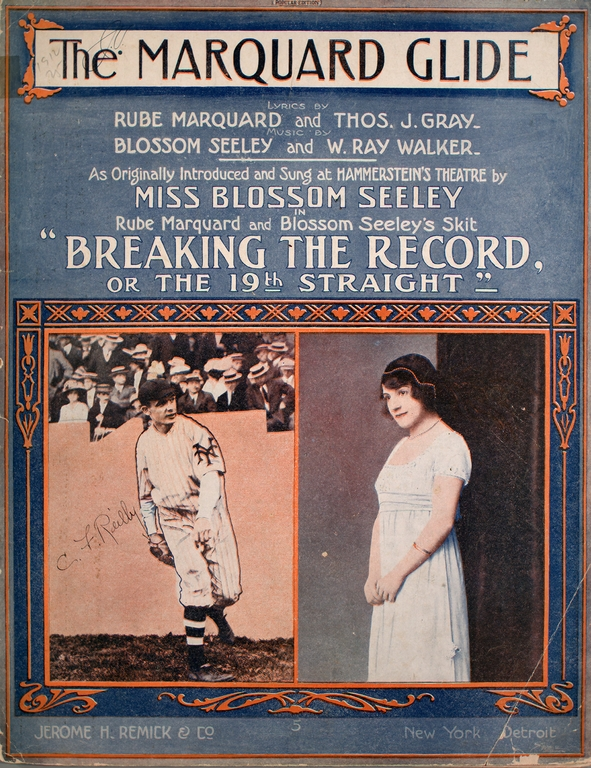
Portada de las partituras de la producción de Marquard y Seeley.

Seeley nació como Minnie Guyer (o Guiger) en New Haven, Connecticut, hija del fotógrafo William F. Guyer (o Guiger) y su esposa, Mertle F. "Minnie" Winson, quienés se casaron en 1880. En su adolescencia, fue apodada "The Little Blossom" cuando apareció en el Sid Grauman's San Francisco haciendo números especiales. Siendo una de las cabezas de cartel del vodevil, era conocida como "Queen of Syncopation" y ayudó a introducir el jazz y el ragtime  en la corriente principal de la música estadounidense. Introdujo el clásico de Shelton Brooks "Some of These Days" en el vodevil en 1910, antes de que Sophie Tucker lo grabara en 1911.
Seeley fue una gran estrella de la grabación, con una serie de discos en solitario en la década de 1920, y sus mayores éxitos incluyeron, "Way Down Yonder in New Orleans", "Rose Room", "Lazy", "Yes Sir, That's My Baby", y su canción insignia, "Toddling the Todalo". Intervino como cantante en dos películas pre-Code en 1933, Blood Money (con George Bancroft, Judith Anderson (en su debut cinematográfico) y Frances Dee), y Broadway Through a Keyhole (con Russ Columbo y Texas Guinan).
Seeley era la mitad del equipo de vodevil formado por ella y Benny Fields. Cuando actuaban en el Palace Theatre en su época dorada, siempre ocupaban el primer puesto, incluso cuando compartían cartel con estrellas como Jack Benny, George Burns, Gracie Allen, y George Jessel. En 1927, rodaron uno de los primeros cortometrajes sonoros de Vitaphone, Blossom Seeley and Benny Fields, en el que Blossom presentó la canción "Hello, Bluebird", más tarde popularizada por Judy Garland en la película I Could Go On Singing. La historia de su matrimonio y su carrera fue hecha en la película Somebody Loves Me (1952), protagonizada por Betty Hutton y Ralph Meeker, que revitalizó sus carreras y dio lugar a una serie de apariciones televisivas en The Ed Sullivan Show.
Seeley y Fields también grabaron tres discos LP en la década de 1950 para los sellos Decca, MGM y Mercury. Seeley siguió actuando en solitario tras la muerte de Fields en 1959, y fue una de las leyendas que protagonizaron el especial de la CBS Chicago and All That Jazz en 1961. También cantó en el álbum de Verve que lo acompañaba, el primero en estéreo. Hizo dos apariciones en The Garry Moore Show y cantó su versión del éxito de Frank Sinatra "My Kind of Town" en Ed Sullivan Show de 1966. Su última aparición en televisión fue con Mike Douglas, que la grabó en la residencia de ancianos donde vivía.

## Vida personal
Blossom Seeley estuvo casada tres veces: con Joe Kane (né Joseph Cahen); con Rube Marquard (de soltera Richard William Marquard), jugador de los New York Giants y miembro del Salón de la Fama del Béisbol (Se publicó un libro de Noel Hynd sobre su relación, Marquard and Seeley, en 1996); y con Benny Fields. Tuvo un hijo, Richard William Marquard II.
El 17 de abril de 1974, Seeley falleció en la DeWitt Nursing Home en Nueva York. Tenía 87 años.